# Abd al-Halím Chaddám
Abd al-Halím Chaddám (arabsky   عبد الحليم خدام‎; 15. září 1932 Bánijás – 31. března 2020 Paříž) byl syrský politik, mezi červnem a červencem 2000 úřadující prezident Sýrie. V letech 1984–2005 působil jako viceprezident Sýrie. Dlouhou dobu byl znám jako věrný stoupenec Háfize al-Asada, dokud v roce 2005 nerezignoval na svou funkci a neopustil zemi na protest proti politice Bašára al-Asada, Hafízova syna. Během svého působení v této funkci nashromáždil značný majetek; na účtu u Credit Suisse měl v září 2003 téměř 90 milionů švýcarských franků.

## Mládí a vzdělání
Narodil se 15. září 1932 v syrském Bánijás do sunnitské rodiny střední třídy. Jeho otec byl uznávaným právníkem. Základní a středoškolské vzdělání získal ve svém rodném městě a poté studoval práva na Damašské univerzitě.

## Kariéra
V 17 letech vstoupil do Baas. Politickou kariéru zahájil jako guvernér guvernorátu Kunejtra poté, co se strana v roce 1963 dostala k moci. Následně působil jako guvernér guvernorátů Hamá a Damašek. Jeho první vládní pozicí byl post ministra hospodářství a průmyslu ve vládě Núr ad-Dína al-Atásího sestavené v roce 1969, čímž se stal nejmladším ministrem v syrské historii. Poté byl jmenován poradcem Háfize al-Asada.
V letech 1970–1984 byl ministrem zahraničních věcí a místopředsedou vlády.
V lednu 1976 prohlásil, že Libanon je součástí Sýrie. V prosinci téhož roku byl lehce zraněn při útoku v Damašku. V říjnu následujícího roku přežil útok na mezinárodním letišti Abú Zabí. Syrské úřady tvrdily, že jej naplánoval a provedl Irák. Chaddám také uvedl, že se ho pokusil zabít Rifat al-Asad.
Během své návštěvy Teheránu v srpnu 1979 veřejně prohlásil, že syrská vláda podporovala íránskou islámskou revoluci.
Od 11. března 1984 do 9. února 2005 zastával funkci viceprezidenta. V této funkci byl zodpovědný za politické a zahraniční záležitosti. Během svého působení v této funkci nashromáždil značný majetek; na účtu u Credit Suisse měl v září 2003 téměř 90 milionů švýcarských franků.
Během libanonské občanské války byl hlavním zprostředkovatelem mezi znepřátelenými stranami.
Po smrti Háfize al-Asada v roce 2000 byl založen devítičlenný výbor, v jehož čele stál Chaddám, který měl dohlížet na přechodné období. Tento výbor ho 10. června jmenoval úřadujícím prezidentem Sýrie a uvažovalo se o tom, že se stane Asadovým trvalým nástupcem, avšak místo toho pomohl Asadovu synovi Bašáru al-Asadovi, který se ujal úřadu v červnu 2000.
Byl jedním z mála vysokých představitelů Sýrie, kteří měli blízko k libanonským politikům, přičemž nejznámější bylo jeho přátelství s předsedou vlády Rafíkem Harírím. Harírí spolupracoval s Chaddámovými syny na mnoha podnikatelských projektech v Libanonu a Saúdské Arábii.

## Soukromý život
Byl ženatý s Nadžát Marqabí, která pocházela z bohaté a známé tartúské rodiny. Měli tři syny a jednu dceru. Jedna z jeho vnuček je provdaná za syna Rafíka Harírího. Zajímal se o četbu a lov.
Zemřel na infarkt 31. března 2020 v Paříži.